# Johann Heinrich von Carmer
Johann Heinrich Casimir, comte von Carmer (né le 29 décembre 1720 à Bad Kreuznach; † 23 mai 1801 à Rützen, Silésie) est un ministre prussien, réformateur de la justice.

## Biographie
Carmer est issu de la famille noble von Carmer (de). Il étudia le droit à Iéna et Halle. Il fut d'abord affecté à la Chambre impériale. En 1749 il devint rapporteur au tribunal royal de Prusse. En 1751, le chancelier Samuel von Cocceji le recommanda au roi comme gouverneur civil d'Oppeln, en Silésie. Il fut ensuite juge, puis Président de la cour d'appel de Breslau. En prenant en 1768 les fonctions de président des cours d'appel de Silésie, il obtint le titre de ministre de la justice délégué pour la Silésie. Après l'affaire du meunier Arnold et le renvoi du chancelier Maximilian von Fürst und Kupferberg (de) par Frédéric II (1779), Carmer obtint la charge de ministre de la justice.
Au poste de chancelier, Carmer entreprit, avec l'aide de Carl Gottlieb Svarez, une réforme complète des institutions judiciaires prussiennes, en partie pour combattre l'influence de la magistrature Berlinoise en exercice. Dès son séjour en Silésie, il rendait compte au roi des réformes du droit et de procédure, contournant ainsi l'autorité du prince chancelier en poste. Tandis que ce dernier n'introduisait qu'avec une extrême prudence les projets de réforme de son monarque, Carmer mettait toute son énergie à les appliquer. Une fois nommé chancelier, il eut tout loisir d'étendre l'application des principes de Frédéric II.

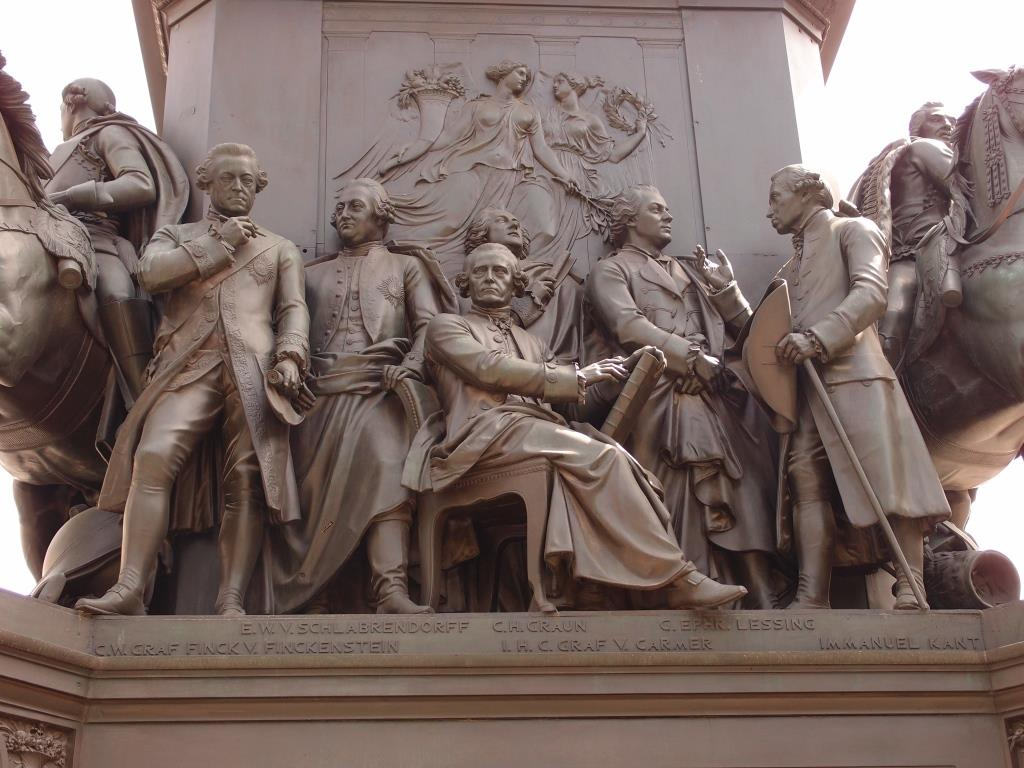
Effigie du comte von Carmer sur le socle de la statue équestre de Frédéric le Grand à Berlin.

Le coup d'envoi de ces réformes fut donné par le décret royal du 14 avril 1780, qu'il avait lui-même rédigé : le décret stipulait en particulier la nécessité d'une réforme des procédures judiciaires. En application de cette directive, Carmer fit composer par ses collaborateurs un code de droit civil, le Corpus Iuris Fridericianum (de), qui ne sera remplacé qu'en 1794 sous le règne de Frédéric-Guillaume II, par l'Allgemeines Landrecht für die Preußischen Staaten. Ce recueil de lois dessina les contours du droit en Prusse pour des décennies. Carmer n'a pas seulement rédigé lui-même certaines de ces lois : il a assuré que leur application était systématiquement défendue par l'autorité royale contre la résistance des Junkers et des parlements.
Le roi Frédéric-Guillaume II lui décerna le 18 janvier 1788 l'Ordre de l'Aigle noir en reconnaissance de l'efficacité de son programme d'unification et de modernisation du droit. L'année suivante, il fut élu membre honoraire de l'Académie royale des sciences de Prusse.
Le sculpteur Adolf Brütt a réalisé un buste de ce ministre réformateur pour la Siegesallee de Berlin (groupe monumental n°29), inauguré le 22 mars 1900. Il occupait le centre du socle de la statue de Frédéric-Guillaume II. Von Carmer y symbolise le droit et la justice en Prusse. Le buste, dont la tête a disparu, est conservé depuis mai 2009 avec d'autres débris de la Siegesallee  dans la citadelle de Spandau.
Une rue de Berlin-Charlottenburg porte depuis 1892 le nom de Carmerstraße.
Bruno Frank a fait de Carmer le héros d'un des trois tableaux (Der Großkanzler) de sa fresque romanesque Tage des Königs (de).

## Famille
Il épouse Wilhelmine Friederike von Roth und Rützen (1733-1778), une fille du Reichshofrat et Oberamtsregierungspräsident à Glogau, le baron Hans Friedrich von Roth und Rützen, à Rützen en 1762. Le couple a deux fils :
- Hans Friedrich Heinrich (né le 10 janvier 1765 et mort le 26 juillet 1809), conseiller privé prussien de la Guerre et du gouvernement, marié avec la comtesse Maximiliane Senfft von Pilsach (de) (né le 19 octobre 1778)
- Wilhelm (né le 3 octobre 1772 et mort le 2 mars 1841),
  - marié avec Wilhelmine von Goldbeck (1771-1804), fille unique du ministre de la Justice Heinrich Julius von Goldbeck (de). (né en 1733 et mort le 10 juin 1818)
  - marié avec Caroline Auguste von Goldbeck (née en 1781 et morte le 1er octobre 1848)